# Zbrodnia w Łanowcach
Zbrodnia w Łanowcach – zbrodnia dokonana w nocy z 12 na 13 lutego 1944 roku przez oddział UPA na ludności narodowości polskiej. Miejscem zbrodni były Łanowce w powiecie borszczowskim na Podolu.
Zdaniem świadków polskie osiedle Szlachta, będące częścią Łanowiec, zostało otoczone przez UPA. Drogi ucieczki na pola zostały obstawione przez upowców z bronią palną, natomiast od strony ukraińskiej części wsi do osiedla weszły bojówki dokonujące mordów i rabunku mienia Polaków. Zabijano głównie siekierami i bagnetami, do uciekających strzelano. Po zakończonej akcji większość domów została spalona.
W dzień po zbrodni do wsi przyjechała niemiecka policja i wykonała zdjęcia ofiarom. Następnie pochowano je w zbiorowej mogile na cmentarzu. Po zbrodni część ocalałych Polaków przeniosła się do Borszczowa.
Temat zbrodni w Łanowcach z lutego 1944 poruszyli m.in.
- Ludwik Fijał w Łunach nad szlachtą w Łanowcach i wspomnieniach zesłańców na Sybir – maszynopis liczący 53 strony z relacją z napadu bojówek ukraińskich na Łanowce w lutym 1944 oraz opisem związanych z nim ucieczek ludności polskiej do większych miast, zawierający jako załącznik mapę Łanowców;  praca jest przechowywana w Archiwum Wschodnim Fundacji Ośrodek Karta w Warszawie (sygn. AW II/2791).
- Czesława Zabłocka w Kresach wschodnich pod okupacją 1939-1940 – mój pamiętnik – 43-stronicowy  rękopis zawierający m.in. opis ataków na Łanowce, Horodnię i Słobudkę Bołszowicką (sygn. AW II/1492/2kw).

## Śledztwo
12 listopada 1992 roku wszczęto śledztwo w sprawie zbrodni dokonanych na terenie byłego powiatu Borszczów w woj. tarnopolskim, a objęło ono nie tylko Łanowce, ale i miejscowości: Cyganka, Germakówka, Głęboczek, Muszkatówka, Nowosiółka, Piłatkowce, Słobódka Muszkatowiecka i inne. 20 grudnia 2000 w oparciu o art. 118 §1 Kodeksu karnego śledztwo podjęła Okręgowa Komisja Ścigania Zbrodni przeciwko Narodowi Polskiemu we Wrocławiu.
W Informacji o działalności IPN-KŚZpNP w okresie 1 lipca 2007 r. – 30 czerwca 2002 r. z września 2002 ukazała się wzmianka o zbrodni w Łanowcach. IPN ocenia w tym raporcie liczbę ofiar na co najmniej 55 Polaków. Dla porównania, według Grzegorza Rąkowskiego w lutym 1944 w Łanowcach zginęły 72 osoby. Także Henryk Komański i Szczepan Siekierka podają liczbę 72 zabitych, w tym 65 osób znanych z nazwiska.